# Villarrica (jezero)
Villarrica (španělsky Lago Villarrica nebo Lago Mallolafquén) je jezero v regionu Araukánie ve středním Chile. Nachází se u západního úpatí And u severozápadních svahů stejnojmenné sopky v národním parku Los Paraguas. Má rozlohu 172 km². Leží v nadmořské výšce 230 m.

## Pobřeží
Na západě je zahrazeno koncovou morénou. Západní břehy jsou mírné, zatímco východní jsou hornaté. Na břehu jezera leží města Villarrica a Pucón, která jsou vyhlášenými rekreačními středisky. Na břehu je rozvinutá turistika.

## Vodní režim
Do jezera ústí řeka Pucón a odtéká řeka Toltén.

## Fotogalerie

Jezero od Villarriky se sopkou v pozadí
Pohled od Villarriky směrem k Pucónu
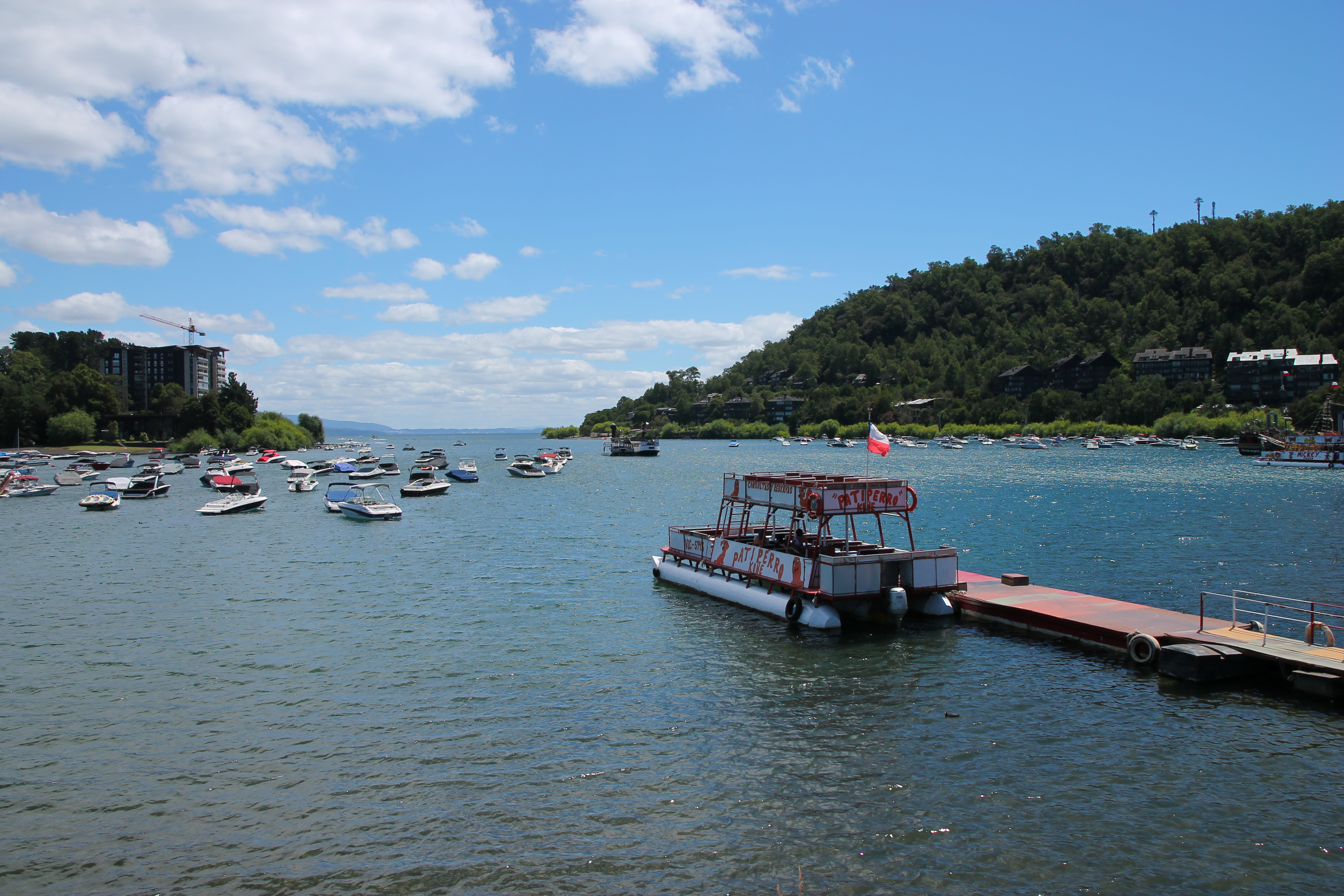
Přístaviště na jezeře v Pucónu